# Storia di Ragusa (Croazia)

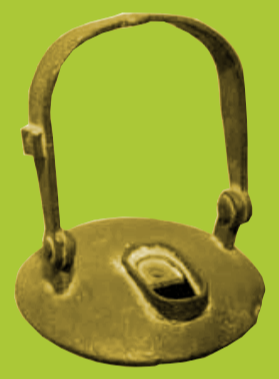
La lampada da miniera del XIII secolo illumina la futura prosperità notata anche da Dante Alighieri a causa delle monete del re di Rascia.

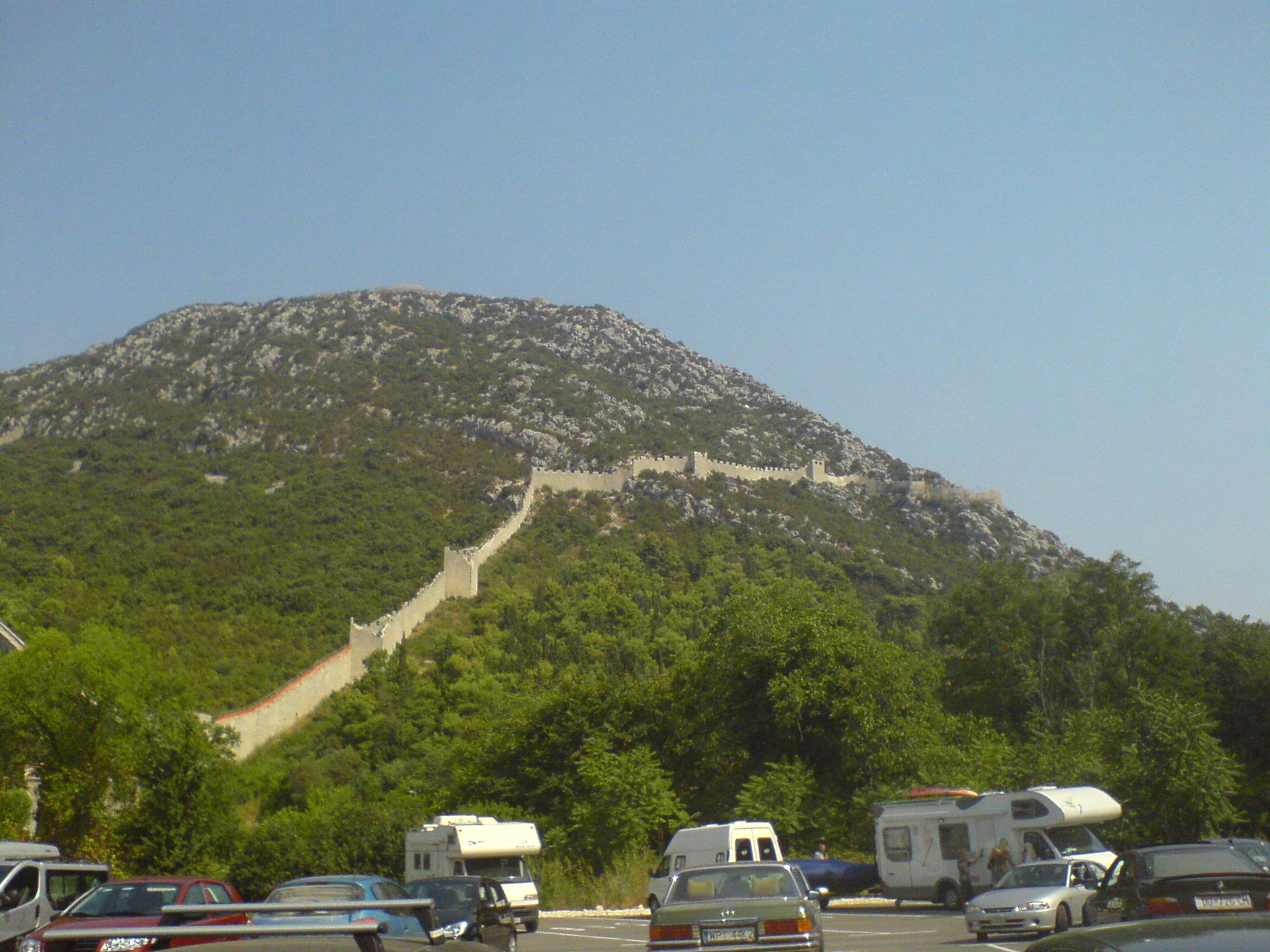
Il sale da tavola di Stone è più prezioso dell'oro nel Medioevo e deve essere conservato a tutti i costi.

La storia di Ragusa può essere tracciata dal Neolitico ai giorni nostri. Tuttavia, l'insediamento ha una sua storia politica indipendente nel Medioevo e nei tempi moderni, quando era una repubblica nel periodo 1358-1808.
L'emancipazione di Ragusa iniziò nel 1169 quando la città concluse un trattato commerciale con Pisa. La prima fonte attendibile per la crescente importanza di Ragusa è il cosiddetto Diploma di Ragusa del 1230. Nel XIII secolo la città raggiunse l'importanza di Venezia dopo l'Assedio di Costantinopoli (1204) e soprattutto grazie all'introduzione delle proprie monete d'argento dalla vicina Serbia nel 1277, coniate dai minatori sassoni (Sassoni di Transilvania) a Brskovo a Mojkovac.
Il re Stefano Uroš IV Dušan definì finalmente il futuro della città dopo che nel 1333 vendette la città di Sabbioncello (penisola) per la protezione delle saline su cui Ragusa costruì la seconda cinta muraria più lunga del mondo dopo la Grande Muraglia Cinese.
Con il declino dell'Impero ottomano dopo la Pace di Carlowitz, decadde anche la Repubblica di Ragusa. La repubblica del XVIII secolo è una pallida copia del suo antico splendore. La repubblica e la città sono entrate nella storia del mondo insolitamente dopo essere state il primo stato sovrano a riconoscere l'indipendenza degli Stati Uniti.

## Fondazione

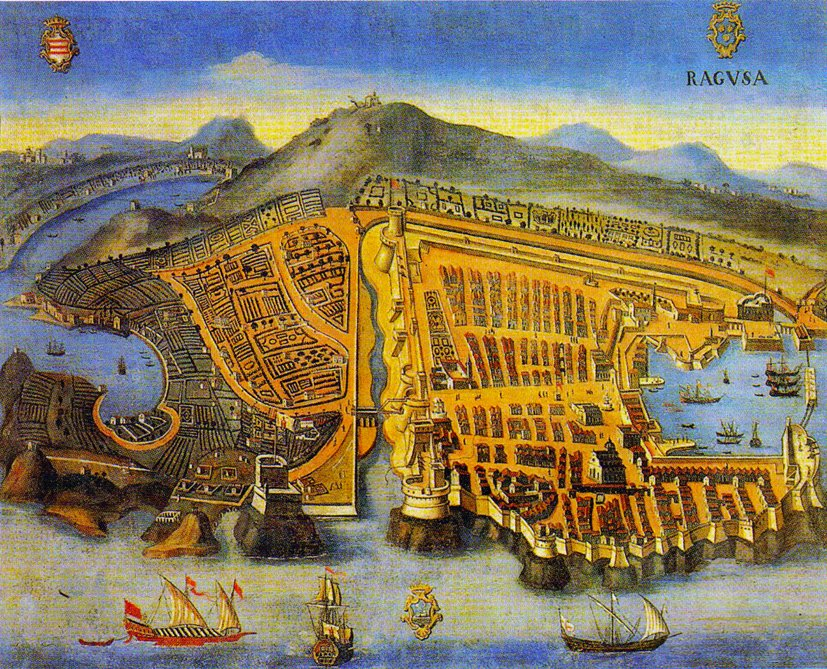
Vista di Ragusa alla metà del XVII secolo.

La città venne fondata col nome di Ragusium (in greco Ragousion, Ραγούσιον) nella prima metà del VII secolo ad opera degli abitanti della vicina città di Epidaurum (l'attuale Ragusavecchia o Cavtat) in fuga dalle invasioni degli Slavi e degli Avari. Successivamente, la città entrò sotto la protezione dell'Impero Bizantino ed iniziò a sviluppare un fiorente commercio nell'Adriatico e nel Mar Mediterraneo orientale. Nell'XI secolo Ragusa era ormai una florida città mercantile e grazie alla salda alleanza con Ancona riuscì a resistere allo strapotere veneziano in Adriatico e poté svilupparsi ulteriormente come repubblica marinara.
Caduta Costantinopoli durante la IV Crociata (1204), la città passò sotto il dominio della Repubblica di Venezia e tale rimase, seppur con brevi interruzioni, fino al 1358. In questo periodo Ragusa mutò dalla Serenissima il proprio assetto istituzionale.

## Repubblica di Ragusa

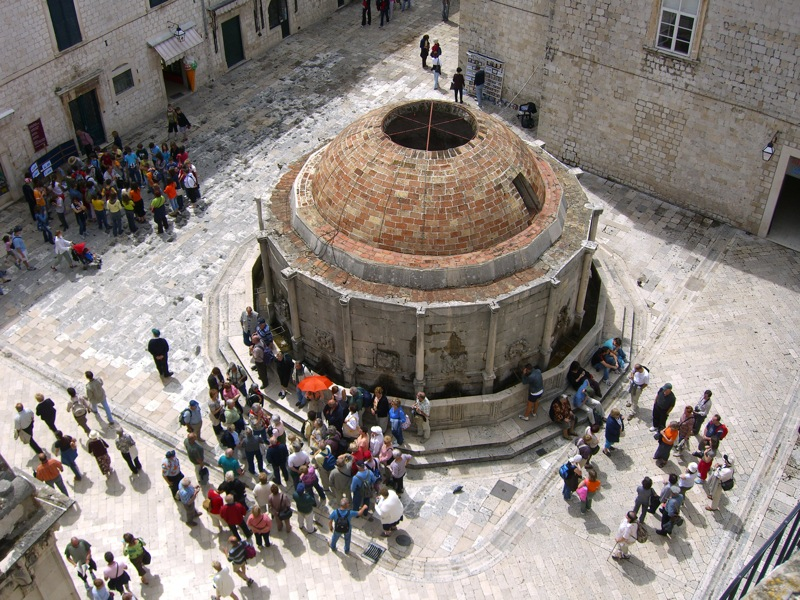
La rinascimentale Fontana di Onofrio

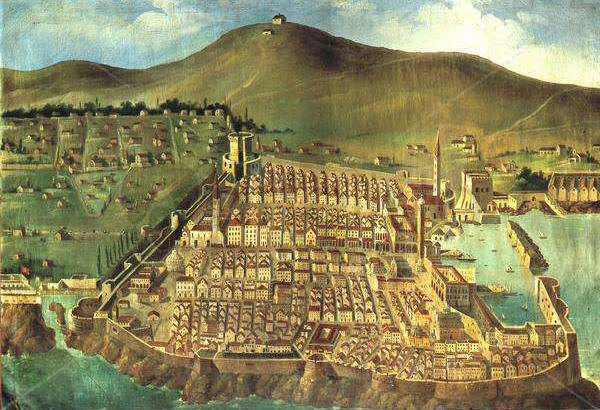
Ragusa prima del terremoto del 1667

Approfittando della sconfitta dei Veneziani (1358) per opera dell'Ungheria, Ragusa si sottomise formalmente a quest'ultima in cambio di un tributo annuale, che si pagava sia in termini di denaro che di imbarcazioni, garantendosi tuttavia un'indipendenza di fatto. Ottenuta in questo modo la libertà i cittadini poterono di nuovo scegliere un proprio assetto istituzionale eleggendo un consiglio cittadino e un proprio senato. Ragusa iniziò a prosperare grazie ad una spiccata attitudine mercantile ed all'abilità dei suoi governanti. Nel giro di pochi decenni la città divenne un primario centro commerciale e culturale e giunse a rivaleggiare con la Serenissima Repubblica di Venezia. Neppure il declino della potenza ungherese (battaglia di Mohács, 1526) riuscì a scalfire la prosperità di Ragusa: la città si diede, così come aveva fatto con gli ungheresi, all'Impero ottomano e preservò ancora una volta, tramite il pagamento di un tributo, la sua sostanziale indipendenza.
Nel 1416 la repubblica di Ragusa fu il primo Stato europeo ad abolire la schiavitù e l'uso degli schiavi.
Indubbiamente il maggiore impatto e significato per il declino della Repubblica di Ragusa fu la costruzione del porto di Spalato nel periodo 1580-1592. Nominalmente, l'impresa fu opera del maran portoghese Daniel Rodrigo, ma dietro l'azione si trova la Repubblica di Venezia. Il portoghese maran è uno dei prototipi de Il mercante di Venezia. Spalato con un porto divenne un'alternativa a Ragusa nel commercio di merci dalla Bosnia ed Erzegovina, e così Venezia vendicò la sua prosperità a sue spese. A tal fine, installò due veneziani Nûr Bânû e Safiye Sultan come Valide Sultan a Costantinopoli. Nûr Bânû è al centro dell'omicidio di Sokollu Mehmed Pascià e dell'impiccagione di Michail Kantakouzenos (Pace di Santo Stefano si è conclusa esattamente in data 3 secoli dopo la sua morte e nel contesto de "Il Regno de gli Slavi").
La prima fase del declino della città è dovuto alla scoperta dell'America nell'anno 1492 che escluse il Mediterraneo dalle principali rotte commerciali. Ma solo con il dominio Ottomano del XVI secolo iniziò per la città un lento quanto inarrestabile declino, dovuto anche al terremoto che scosse la città nel 1520 e accelerato soprattutto dal terribile terremoto del 6 aprile 1667, che rase al suolo gran parte della città facendo 5.000 vittime. Ragusa risorse velocemente dalle macerie dotandosi di un impianto urbanistico moderno: la città avrà una pianta molto regolare a differenza delle altre città veneziane con vie e viuzze strette e irregolari, le calli saranno disposte in modo parallelo tra loro fino ad incontrare perpendicolarmente lo Stradone, cioè l'arteria viaria principale; questa via taglia la città a metà, parte da Porta Pilla e in direzione del mare scende verso oriente fino alla Torre dell'Orologio in prossimità del porto con la diga Le Casse. La città venne sempre più a dipendere dal gioco delle potenze straniere e poté conservare la sua indipendenza solo grazie alla sua modesta importanza. Nell'anno 1806 la città venne occupata militarmente dalle truppe napoleoniche, e nel 1808 un proclama del Maresciallo Auguste Marmont pose fine alla secolare repubblica di Ragusa. L'amministrazione francese la riconobbe parte del Regno d'Italia napoleonico nel 1808 e successivamente venne annessa alle Province Illiriche nel 1809.

## Ragusa nella Dalmazia asburgica

Bandiera ragusea "Libertas"

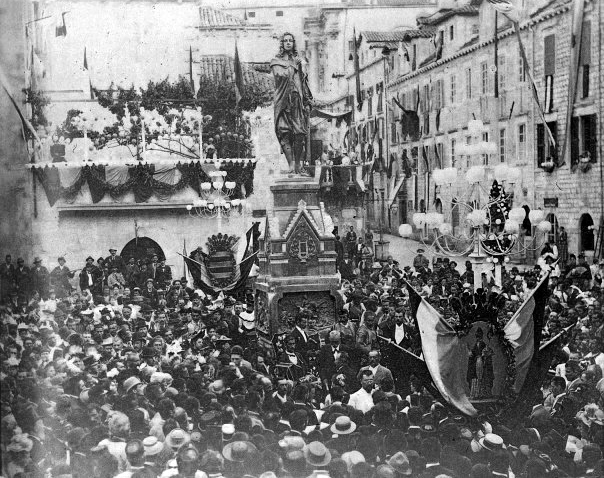
Inaugurazione del monumento a Ivan Gundulić, 1893

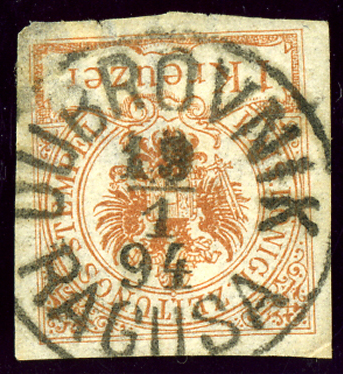
Timbro col nome bilingue della città Ragusa/Dubrovnik, usato nella monarchia asburgica dal 1894

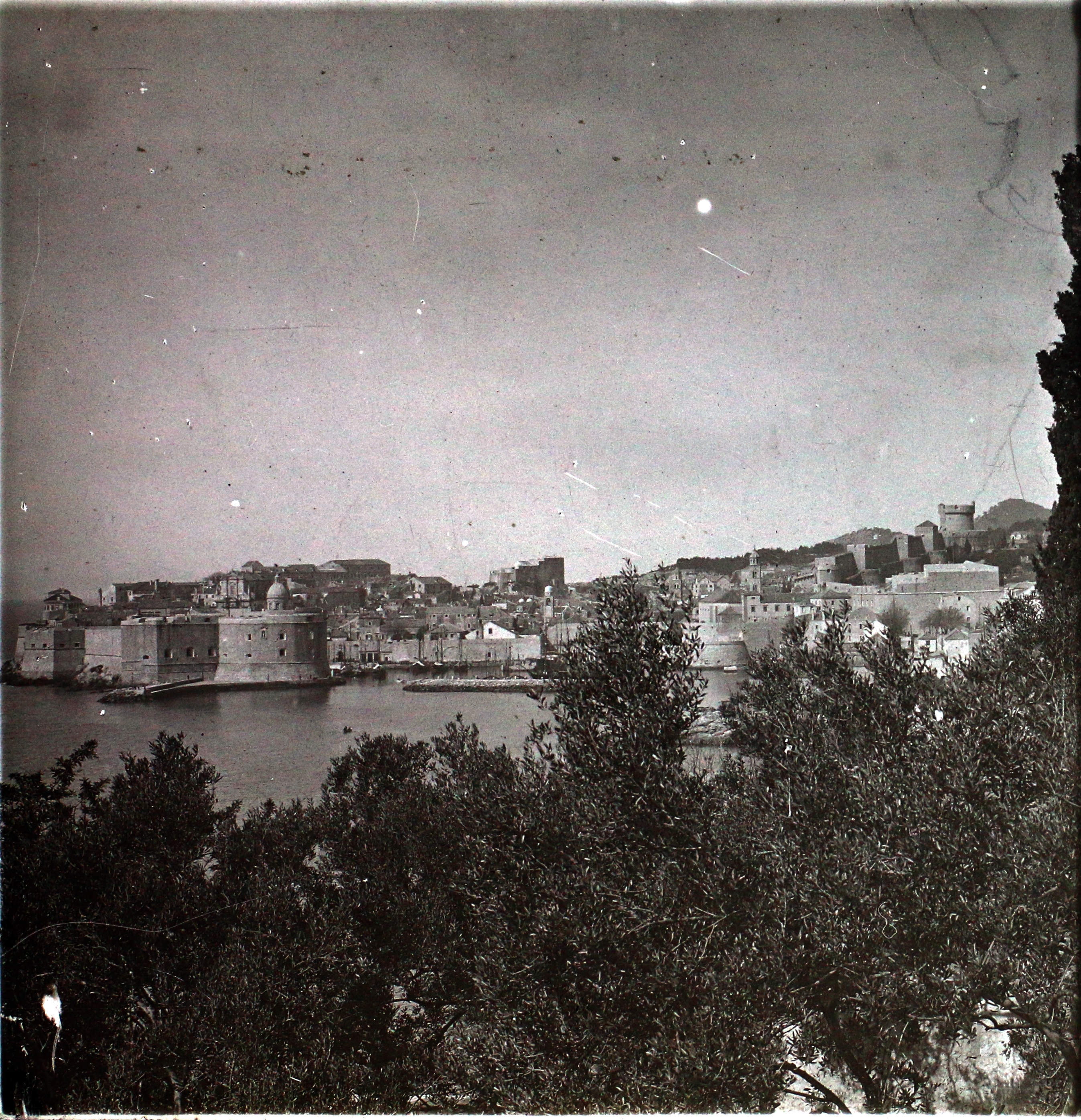
Ragusa nel 1910

Nel 1815, l'ex governo di Ragusa (la sua assemblea nobiliare) si incontrò per l'ultima volta a Ljetnikovac a Mokošica. Ancora una volta furono adottate misure estreme per ristabilire la Repubblica, ma fu tutto inutile. Dopo la caduta della Repubblica, la maggior parte dell'aristocrazia fu riconosciuta dall'impero austriaco.
Assegnata definitivamente all'Austria con il Congresso di Vienna (1815), Ragusa fu unita alla Provincia della Dalmazia e rimase fino al 1918 (termine della prima guerra mondiale) sotto il dominio diretto degli Asburgo. Le nuove autorità asburgiche stabilirono un Regno di Dalmazia suffraganeo della corona d'Austria, governato da una propria assemblea (Sabor) con sede a Zara, in cui si confrontavano gli esponenti del Partito autonomista e del Partito popolare. La Dalmazia era allora una regione di una monarchia di lingua tedesca, con un'élite locale bilingua (croata e italiana) e una popolazione generale con una maggioranza cattolica croata e una minoranza ortodossa serba.
Fu in questo periodo che la città divenne teatro di uno scontro dovuto alla formazione delle varie coscienze nazionali, che tendevano ad attribuire a sé non solo il territorio comunale, ma anche l'antica e gloriosa storia della millenaria repubblica marinara. Questo scontro vide tre componenti in campo: quella croata - maggioritaria - quella serbo/montenegrina e infine la componente italiana: ognuna si organizzò in un partito e per un certo periodo di tempo serbi e italiani si coalizzarono in funzione anticroata, riuscendo anche a far eleggere l'autonomista italiano Marino Bonda al Parlamento imperiale di Vienna: fu l'ultimo rappresentante italiano ad ottenere questa carica. Nello scontro serbo/croato sulla paternità etnico/storica della Repubblica di Ragusa si possono vedere in filigrana alcune delle motivazioni che cent'anni dopo avrebbero portato i governanti serbo/montenegrini ad accampare diritti sulla città.
Nel 1832 il barone Šišmundo Getaldić-Gundulić (Sigismondo Ghetaldi-Gondola) (1795-1860) fu eletto sindaco di Ragusa, servendo per 13 anni; il governo austriaco gli concesse il titolo di "barone".
I primi rappresentanti del gruppo nazionale croato furono proprio personaggi provenienti da famiglie di lingua e cultura italiane (ad esempio Ivo De Giulli, al secolo Giovanni De Giulli), che reputarono più utile divenire promotori del nascente nazionalismo panslavo, quando non esclusivamente croato.
Nel 1861, la maggioranza croata della città, sconfitti gli italiani, mandò come propri rappresentanti della città al Parlamento di Vienna i deputati bilingui, ma dichiaratisi di nazionalità croata, Michele Klaić (poi Miho Klaić) e il conte Costantino Vojnović (poi Kosta Vojnović). Klaić divenne particolarmente noto per lo zelo con cui si adoperò, nel tempo, per la chiusura di tutte le scuole italiane in Dalmazia.
Il Conte Rafael Pucić (Raffaele Pozza), (1828-1890) fu eletto per la prima volta podestà di Ragusa nell'anno 1869, dopo di che fu rieletto nel 1872, 1875, 1882, 1884) e eletto due volte nel Consiglio dalmata nel 1870 e 1876. La vittoria dei nazionalisti a Spalato nel 1882 fu sentita fortemenente nelle zone di Curzola e Ragusa. A Ragusa essa fu salutata con favore dal podestà Pucić, dal National Reading Club di Ragusa, dall'associazione dei lavoratori di Ragusa e dalla rivista "Slovinac"; e dalle comunità di Kuna e Orebić, quest'ultima che aveva ottenuto un governo nazionalista ancor prima di Spalato.
Nel 1873 il conte Marino Bonda, della gloriosa famiglia ragusea, riuscì tuttavia a strappare uno dei due seggi ai croati locali (seggio che dovette poi cedere al croato Borčić nel 1885). L'elemento italiano, ormai minoritario, necessitava di allearsi con i serbi locali. Tuttavia le sue divisioni interne, strette tra semplice desiderio di autonomia all'interno dell'Austria-Ungheria e annessione all'Italia, impedirono questa alleanza. Di fronte a tali divisioni, il conte Serragli tentò di riunificare gli italiani e riuscì a farsi eleggere deputato nel 1889. Intanto, però, numerosi italiani (come ad esempio Raffaele Pozza e Gaetano Bulat che vennero eletti deputati nel 1879) andarono ad ingrossare le file dei nazionalisti croati. Un altro italiano divenne uno dei più grandi politici croati e fautore del Regno degli Slavi del Sud, Frano Supilo (al secolo Francesco Supilo), originario di Ragusavecchia. Gli italiani locali, ma anche gli italofili, erano detti taljanaši, e secondo i nazionalisti slavi locali si trattava di slavi che avevano abbandonato e tradito la loro identità originaria.
La politica di collaborazione con i serbi locali, inaugurata dallo zaratino Ghiglianovich e dal raguseo Giovanni Avoscani, permise agli italiani la conquista del Comune di Ragusa nel 1899. 
Nel 1889, la cerchia serbo-cattolica sostenne il barone Francesco Ghetaldi-Gondola, il candidato del Partito autonomista, contro il candidato del Partito popolare Vlaho de Giulli, nell'elezione del 1890 alla Dieta dalmata.  L'anno seguente, durante le elezioni del governo locale, il Partito autonomo vinse la rielezione municipale con Francesco Gondola, che morì al potere nel 1899. L'alleanza vinse nuovamente le elezioni il 27 maggio 1894. Frano Getaldić-Gundulić aveva anche fondato la Società Filatelìa il 4 dicembre 1890.
L'inaugurazione del monumento a Ivan Gundulić nel 1893 segnò un momento di particolare tensione a Ragusa. Commissionato dal sindaco Rafael Pucić, il monumento (opera dello scultore croato Ivan Rendić) fu finanziato con fondi comunali (11 fiorini) e con donazioni private di Niko Pucić (5 fiorini), Vlaho DeGiulli (10 fiorini) e del re di Serbia Aleksandar Obrenović. L'inaugurazione, presenziata dal barone Frano Getaldić-Gundulić, ultimo membro della casata, vide la partecipazione di un gran numero di croati, fatti confluire in città dalle organizzazioni del Partito dei Diritti Croato e del Partito Croato Popolare per dare un carattere nazionale e politico all'avvenimento - nonostante la parallela mobilitazione dei serbo-cattolici del Partito Serbo. Ai rappresentanti del governo asburgico non fu offerto un posto d'onore.
Nel 1905 fu istituito il Comitato per l'istituzione del servizio di tram elettrici, guidato da Luko Bunić - sicuramente una delle persone più meritevoli che contribuirono alla realizzazione del progetto. Altri membri del Comitato erano Ivo Papi, Miho Papi, Artur Saraka, Mato Šarić, Antun Pugliesi, Mato Gracić, Ivo Degiulli, Ernest Katić e Antun Milić.  Il servizio di tram a Ragusa restò in funzione dal 1910 al 1970.
Frano Supilo, con il suo giornale Crvena Hrvatska, si mostrò l'acerrimo avversario delle istituzioni italiane in città. In ciò venne aiutato dal deputato raguseo Pero Čingrija (Pietro Cingria, 1837-1921), che riuscì a far rimuovere dalla carica di governatore della Dalmazia il conte Handel, colpevole di cercare una conciliazione tra i vari nazionalismi locali. Čingrija, uno dei leader del Partito popolare in Dalmazia, svolse il ruolo principale nella fusione del Partito popolare e del Partito della destra in un singolo partito croato nel 1905.
Nel censimento austriaco del 1910, su 14.367 cittadini del comune di Ragusa, 10.879 dichiaravano come propria madrelingua il serbo-croato, 486 si dichiaravano di lingua italiana, e 2.177 invece venivano conteggiati fra gli stranieri. Fra di essi, una parte consistente era costituita da italiani, prevalentemente pugliesi, marchigiani e veneti.

## Ragusa nel Regno di Jugoslavia

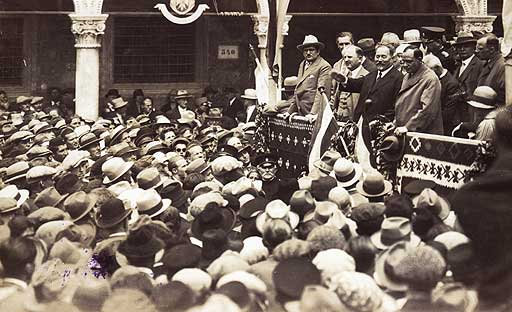
Il leader croato Stjepan Radić parla al consiglio comunale di Ragusa nel 1928

Nel 1919 Ragusa divenne parte del neonato Regno dei Serbi, Croati e Sloveni, poi Regno di Jugoslavia, con il nome di Dubrovnik. Il toponimo italiano Ragusa non venne più utilizzato come nome ufficiale da allora. 
Ragusa divenne uno dei 33 oblast del Regno jugoslavo. Quando nel 1929 la Jugoslavia fu divisa tra 9 banovine, la città divenne parte della Banovina della Zeta. Nel 1939 Ragusa entrò brevemente a far parte della nuova Banovina della Croazia.

### Gli italiani a Ragusa nel periodo interbellico
Con l'ingresso della città di Ragusa nel Regno di Jugoslavia, la situazione per gli Italiani locali non migliorò. Contro la politica di croatizzazione forzata del Čingrija, nel 1919 venne fondato da Giovanni Jelich e Giovanni Marotti, il locale Fascio Nazionale, che alla Conferenza di Pace di Parigi, inviò un memorandum per chiedere l'annessione all'Italia. Gli Italiani di Ragusa, una comunità di più di cinquecento persone (dichiarate), denunciarono i soprusi e i maltrattamenti a cui il governo jugoslavo sottometteva la minoranza italiana della Dalmazia meridionale: divieto di esporre insegne italiane nei negozi e di parlare italiano in pubblico, soppressione dell'insegnamento dell'italiano nelle scuole e delle prediche in italiano nelle chiese, minaccia di assalire le sedi sociali qualora gli italiani avessero ricostituito le proprie società soppresse dall'Austria nel periodo di guerra. Per i Ragusei italiani la Dalmazia meridionale era sempre stato qualcosa di diverso per stile di vita, costumi, e civiltà dal retroterra balcanico e quindi l'unione all'Italia sembrava un fatto naturale e giusto. Tuttavia l'Italia, nel corso della Conferenza di Pace di Parigi decise di non rivendicare Ragusa, al fine di ottenere la parte di Dalmazia promessale dal patto di Londra. Non di meno, nel corso della conferenza venne anche avanzata la proposta di creare uno Stato dalmata indipendente, di cui Ragusa, per il suo carattere mistilingue, avrebbe fatto parte.
Con l'ingresso di Ragusa nel Regno dei Serbi, Croati e Sloveni, a seguito della firma del trattato di Rapallo, agli italiani locali venne data la possibilità di optare per la cittadinanza italiana, pur mantenendo la residenza in città, tuttavia poche furono le domande di opzione. Infatti a Ragusa molti italiani, che in precedenza avevano manifestato intenzione di optare, erano ormai decisi a rimanere cittadini jugoslavi: soprattutto coloro che avevano rilevanti interessi economici da tutelare, per non esporsi a persecuzioni ed angherie. Peraltro, ancora nel 1927, 660 cittadini continuavano a dichiararsi italiani e nel 1933 il locale asilo italiano aveva 130 iscritti. La comunità italiana a Ragusa, infatti, mantenne una certa vivacità, essendo stata Ragusa sempre esclusa dalle rivendicazioni territoriali italiane. A ciò contribuì anche la peculiarità culturale dei ragusei, nei quali sopravviveva un radicato patriottismo municipale che attenuava lo scontro nazionalista italo-jugoslavo. Un elemento di forza della comunità italiana a Ragusa, inoltre, erano le forti relazioni economiche e commerciali con la Puglia, il che aveva tradizionalmente comportato l'esistenza di un flusso migratorio pugliese verso la città. Pertanto, per mantenere viva l'identità e la cultura nazionale degli italiani autoctoni e di quelli provenienti dalla Puglia, era urgente l'apertura di una scuola italiana a Ragusa. Nel corso degli anni venti la comunità italiana ragusea riuscì a costituire una scuola elementare mista e un giardino d'infanzia, grazie alla donazione immobiliare ricevuta da Giovanni Avoscani, capo del partito autonomo-italiano raguseo fra la fine dell'Ottocento e la Prima guerra mondiale e ai finanziamenti dell'Italia. La scuola e l'asilo mostrarono di essere istituzioni vivaci ed attive, segnale di una certa vitalità della comunità italiana locale. La collettività italiana, divisa da contrasti personali e dissensi politici, era organizzata in due associazioni, l'Unione Italiana e la Società Operaia Italiana. Fra i principali esponenti della comunità vi erano Giovanni Jelich ed Edmondo Weiss, commerciante e direttore dell'Unione Italiana negli anni venti; Arnaldo Vladovich e Natale Bongi erano a capo della Società Operaia Italiana.
La conflittualità interna alla minoranza italiana, il suo pluralismo politico e l'estraneità di alcuni suoi esponenti al fascismo provocarono le ire dei rappresentanti consolari dell'Italia fascista. Alla metà degli anni trenta, il console Carlo Staffetti decise di imporre una “bonifica” fascista alla comunità di Ragusa, imponendo lo scioglimento della Società Operaia, il concentramento di tutti gli italiani ragusei nell'Unione Italiana, l'eliminazione della vecchia direzione dell'Unione e la nomina ai suoi vertici di elementi fedeli al fascismo e graditi al consolato, non per elezione ma per acclamazione imposta dal console. La cosa alienò parecchie simpatie verso le istituzioni italiane della città, anche all'interno della stessa minoranza.

## Seconda guerra mondiale

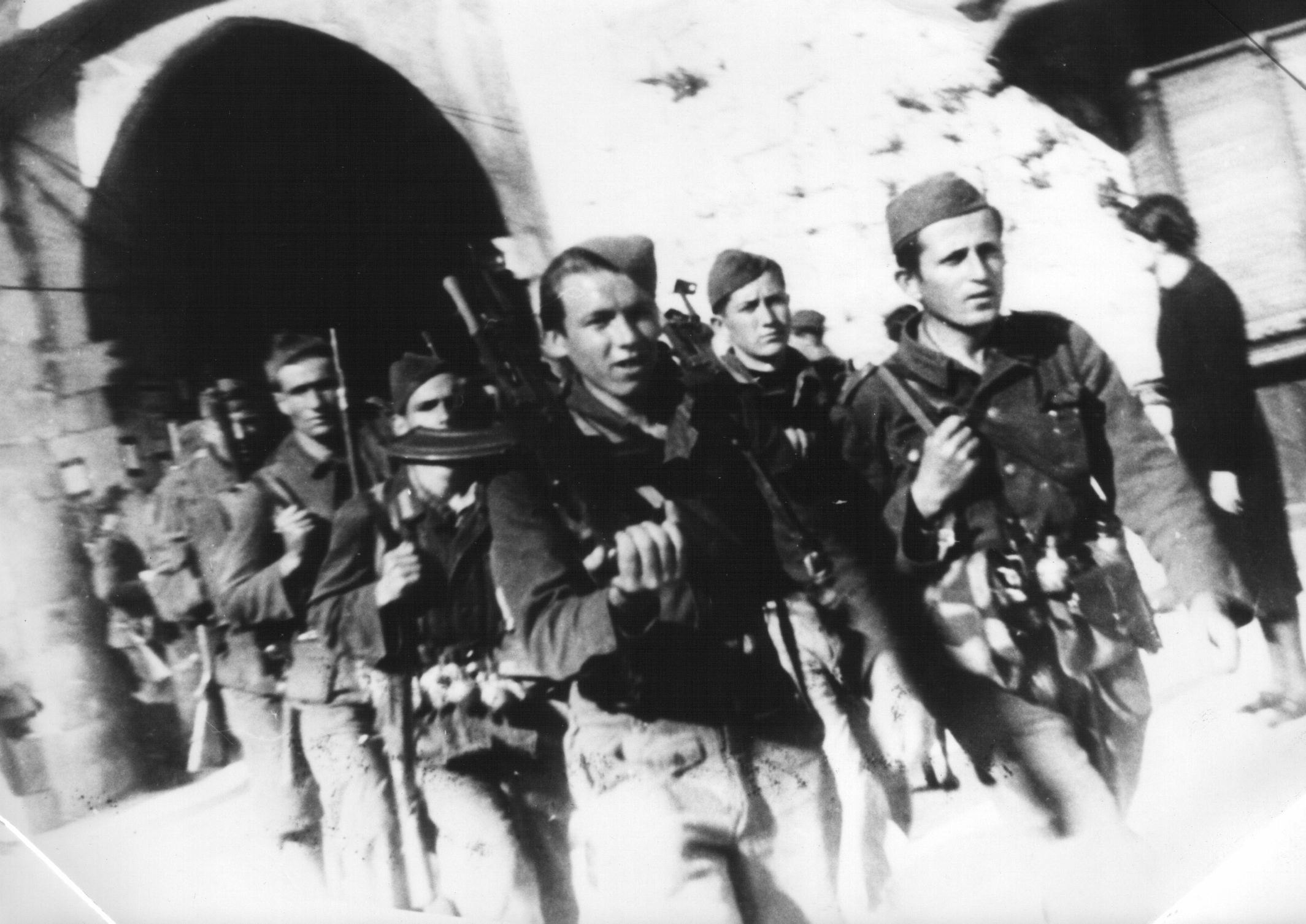
Ingresso dei partigiani jugoslavi a Ragusa, 1944

Con la Seconda guerra mondiale, l'elemento italiano finì quasi completamente per integrarsi nella maggioranza slava. Ragusa fu l'unica città importante della Dalmazia a non essere inglobata nel Governatorato di Dalmazia del Regno d'Italia, tra l'aprile 1941 ed il settembre 1943. 
Nel settembre 1941 Mussolini ne propose l'annessione al Governatorato della Dalmazia (cioè al Regno d'Italia) con la creazione della Provincia di Ragusa di Dalmazia, che però non fu costituita per l'opposizione del leader croato Ante Pavelić.
Ragusa fu comunque occupata militarmente dalle truppe italiane nell'autunno del 1941. Le autorità italiane vi aprirono una scuola media.
Dopo l'8 settembre 1943 Ragusa fu occupata dalle truppe tedesche. Nell'ottobre del 1944 i partigiani jugoslavi occuparono la città, arrestando più di 300 cittadini e fucilandone 53 senza processo; questo evento divenne noto, dalla piccola isola su cui si verificò, come il massacro di Daksa. 
I processi politici continuarono negli anni successivi, per culminare il 12 aprile 1947 con la cattura e l'imprigionamento di oltre 90 cittadini ragusei.

## Ragusa nella Jugoslavia socialista
Dal 1945, Ragusa fece parte della Repubblica Socialista di Croazia nella Repubblica Socialista Federale di Jugoslavia. Dopo la seconda guerra mondiale, la città iniziò ad attirare turisti - ancora di più dopo il 1979, quando la città entrò a far parte della lista UNESCO di Patrimonio dell'umanità. La crescita del turismo ha portato anche alla decisione di smilitarizzare la Città Vecchia di Ragusa. Le entrate del turismo furono fondamentali nello sviluppo nel dopoguerra della città, compreso il suo aeroporto.

## L'assedio di Ragusa durante le guerre jugoslave

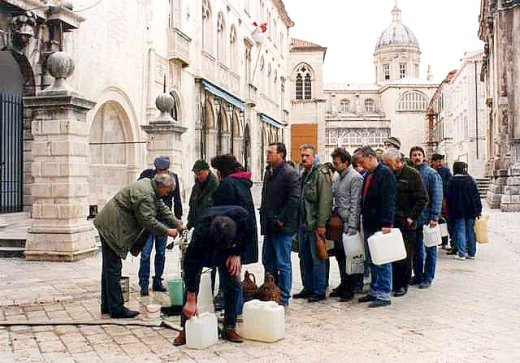
Rifornimento idrico durante l'assedio di Ragusa, dicembre 1991

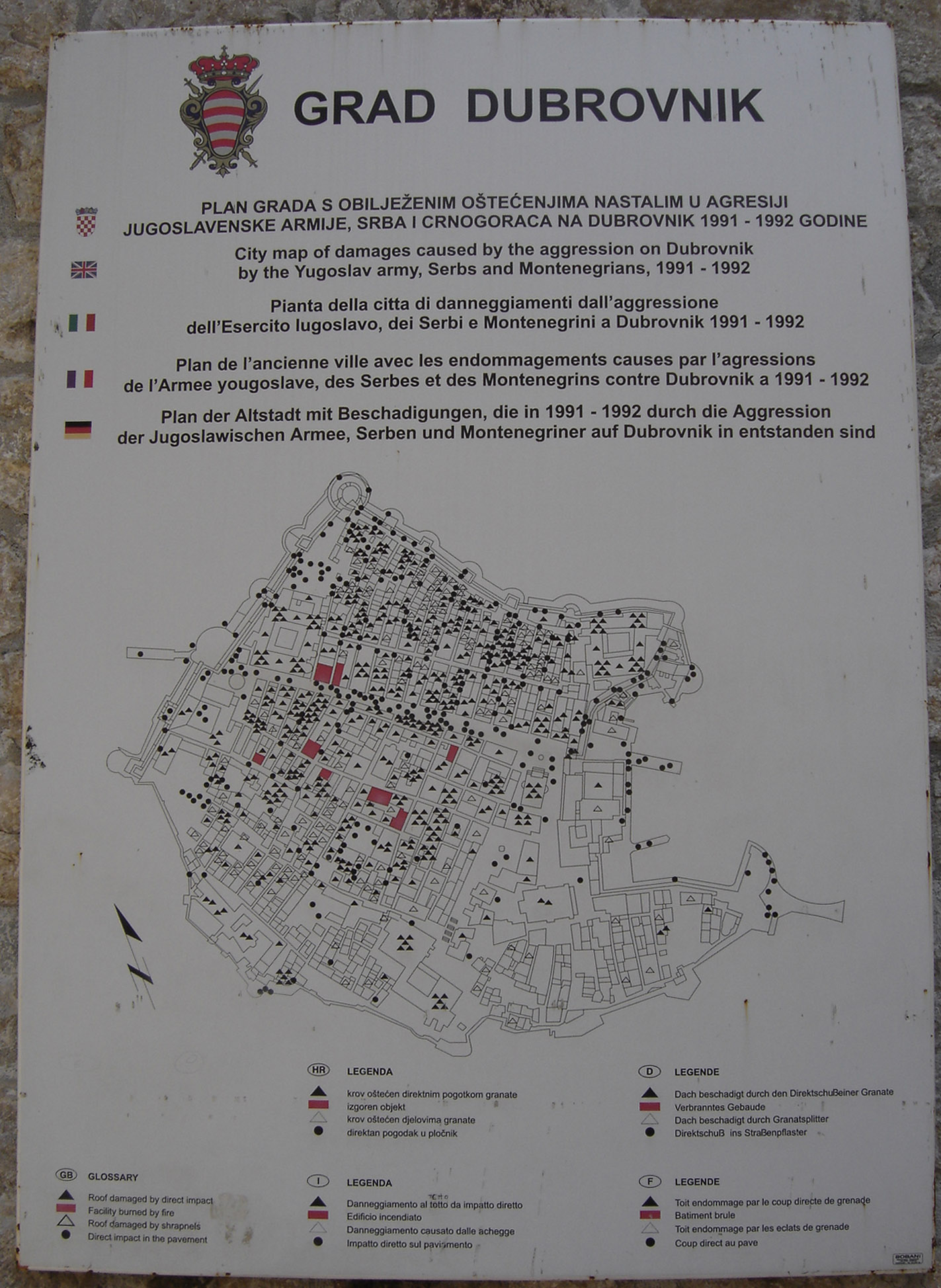
Danni subiti dalla città durante l'assedio del 1991-1992

Nel 1991 la Croazia e la Slovenia dichiararono la loro indipendenza dalla Repubblica Socialista Federale di Jugoslavia.
Nonostante la smilitarizzazione del centro storico nei primi anni 1970, nel tentativo di impedire che mai diventasse obiettivo bellico, l'Esercito Popolare Jugoslavo (JNA), allora composto principalmente da serbi, attaccò la città. Il nuovo governo croato istituì un avamposto militare nella stessa città. Il Montenegro, guidato dal presidente Momir Bulatović e dal primo ministro Milo Đukanović, saliti al potere nella rivoluzione anti-burocratica e alleati di Slobodan Milošević in Serbia, dichiarò che Ragusa non doveva rimanere in Croazia perché sostenevano che storicamente non aveva mai fatto parte di un Croazia indipendente, ma piuttosto più storicamente allineata con la storia costiera del Montenegro. Ad ogni modo, al momento la maggior parte dei residenti di Ragusa si identificava come croata, con i serbi che rappresentavano il 6,8 per cento della popolazione.
Il 1º ottobre 1991 Ragusa fu attaccata dal JNA con un assedio che durò per sette mesi. L'attacco di artiglieria più pesante avvenne il 6 dicembre, con 19 persone uccise e 60 ferite. Il numero di vittime nel conflitto, secondo la Croce Rossa croata, è stato di 114 civili uccisi, tra cui il poeta Milan Milišić. I giornali stranieri sono stati criticati per aver prestato maggiore attenzione ai danni subiti dalla città vecchia che alle vittime umane. Tuttavia, gli attacchi di artiglieria a Ragusa hanno danneggiato il 56% dei suoi edifici in una certa misura, poiché la storica città fortificata, patrimonio mondiale dell'UNESCO, ha subito 650 colpi di colpi di artiglieria. L'esercito croato ruppe l'assedio nel maggio 1992 e liberò i dintorni di Ragusa entro la fine di ottobre, ma il pericolo di attacchi improvvisi da parte dell'esercito serbo-montenegrino, attestato sulle alture di Zarkovica, persisté per altri tre anni.
Dopo la fine della guerra, i danni causati dai bombardamenti della Città Vecchia furono riparati. Aderendo alle linee guida dell'UNESCO, le ristrutturazioni furono eseguite nello stile originale, pur applicando i moderni criteri anti-sismici. La maggior parte dei lavori di ricostruzione è stata eseguita tra il 1995 e il 1999. 
Le tegole dei tetti provengono da una fabbrica francese presso Tolosa..
Il danno inflitto può essere visualizzato su una mappa vicino alla porta della città, che mostra tutti i colpi di artiglieria durante l'assedio, ed è chiaramente visibile da punti alti intorno alla città sotto forma di nuovi tetti più colorati. 
Il Tribunale penale internazionale per l'ex-Jugoslavia ha perseguito generali e ufficiali jugoslavi coinvolti nel bombardamento. 
Il generale Pavle Strugar, che ha coordinato l'attacco alla città, è stato condannato a una pena detentiva di sette anni e mezzo dal Tribunale penale internazionale per l'ex Jugoslavia per il suo ruolo nell'attacco.
Nell'Incidente del Boeing CT-43 dell'USAF del 1996, vicino all'Aeroporto di Ragusa-Čilipi, sono rimasti uccisi tutti i passeggeri su un jet dell'Aeronautica degli Stati Uniti incluso il Segretario al Commercio degli Stati Uniti, Ron Brown, il capo ufficio del New York Times di Francoforte Nathaniel C. Nash, e altre 33 persone. 
Con la fine delle ostilità la città si è velocemente ripresa ed ha riacquistato la sua vocazione culturale e turistica. La ricostruzione si è svolta nel rispetto delle tecniche traduzionali, pur applicando i moderni criteri anti-sismici.
Dopo la dissoluzione della Jugoslavia di Tito (1992) ci fu anche un timido risveglio degli italiani a Ragusa e in Dalmazia.